# Paranothrotes asulcatus
Paranothrotes asulcatus är en insektsart som beskrevs av Demirsoy 1973. Paranothrotes asulcatus ingår i släktet Paranothrotes och familjen Pamphagidae. Inga underarter finns listade i Catalogue of Life.